# Maçores
Maçores ist ein Ort und eine ehemalige Gemeinde im Nordosten Portugals.

## Verwaltung
Maçores war Sitz einer gleichnamigen Gemeinde (Freguesia) im Kreis (Concelho) von Torre de Moncorvo im Distrikt Bragança. Die Gemeinde hatte 169 Einwohner auf einer Fläche von 15,86 Quadratkilometern (Stand 30. Juni 2011).
Die Gemeinde bestand nur aus dem gleichnamigen Ort.
Mit der Gebietsreform vom 29. September 2013 wurden die Gemeinden Maçores und Felgueiras zur neuen Gemeinde União das Freguesias de Felgueiras e Maçores zusammengeschlossen.